# Eupholidoptera spinigera
Eupholidoptera spinigera is een rechtvleugelig insect uit de familie sabelsprinkhanen (Tettigoniidae). De wetenschappelijke naam van deze soort is voor het eerst geldig gepubliceerd in 1930 door Willy Adolf Theodor Ramme.
1. ↑  (en) Eupholidoptera spinigera op de IUCN Red List of Threatened Species.